# Eriospermum abyssinicum
Eriospermum abyssinicum är en sparrisväxtart som beskrevs av John Gilbert Baker. Eriospermum abyssinicum ingår i släktet Eriospermum och familjen sparrisväxter. Inga underarter finns listade i Catalogue of Life.